# Гросхольбах
Гросхольбах (нем. Großholbach) — община в Германии, в земле Рейнланд-Пфальц. 
Входит в состав района Вестервальд. Подчиняется управлению Монтабаур.  Население составляет 989 человек (на 31 декабря 2010 года). Занимает площадь 3,91 км².